# Matsubayashi-ryu
Matsubayashi-ryu (em japonês:  松林流, Matsubayashi-ryū) é uma escola de caratê, que se desenvolveu dentro do estilo Shorin-ryu, fundada por Shoshin Nagamine, em 1947, que tem com um dos fins a preservação das técnicas originais do Okinawa-te, reunindo movimentos desde Tomari-te e Shuri-te. Também é conhecido como Shorin-ryu ou Matsubayashi Shorin-ryu.

## História
O-Sensei Shoshin Nagamine é natural de Naha e começou a treinar caratê do estilo Tomari-te com o mestre Chojin Kuba, quando jovem, por motivos de saúde. Mais tarde, tornou-se o mais proeminente do dojô e, em 1947, como forma de prestar homenagem aos dois grandes mestres de caratê Kosaku Matsumora, do estilo Tomari-te, e Sokon Matsumura, do Shuri-te, estabeleceu sua própria escola, nomeando-a com o kanji 松 (matsu), presente nos nomes dos dois mestres, mais o kanji 林 (rin), que no caso pode soar como bayashi. Seus mestres diretos foram Chotoku Kyan e Choki Motobu, os quais foram alunos de Sokon Matsumura e Kosaku Matsumora.
A escola de caratê é herdeira de toda a ancestralidade do estilo Shorin-ryu, cuja origem pode ser traçada até escolas de kung fu e do te, de Oquinaua, sem com isso olvidar e se fechar a outras influências, pois a arte marcial desarmada de Oquinaua, o Te, mesmo evoluindo em três vertentes distintas, Naha-te, Shuri-te e Tomari-te, estas duas últimas vertentes, por serem mais achegadas nas técnicas, acabaram por fundir-se no que veio a ser chamado de estilo Shorin-ryu. E este ramo acabou por gerar mais quatro, sendo o Matsubayashi um deles.
O caratê, no começo do século XX, passou por um profundo movimento de mudanças, que acabou por transformar completamente o sentido que se dava. Fato marcante é que deixou de ser conhecida por "todê" (唐手, tode, mão chinesa) por "caratê" (空手, karate, mão vazia), e deixou de ser "jutsu" (術, jitsu, uma arte, uma desciplina militar) para ser "dô" (道, dō, um caminho, uma filosofia para a vida).
Após a Segunda Guerra Mundial, Sensei Nagamine encontrou um livro do mestre Gichin Funakoshi, intitulado "Introdução ao Caratê", que lhe deu incentivo e ideia para fazer do caratê uma forma e uma meta para sua vida.
Desta feita, em 1947, Sensei Naganime inaugurou seu primeiro dojô, com o nome de Matsubayashi-ryu Kododan Estudos de Caratê e Artes Marciais Antigas (numa tradução livre). O nome também reflete uma homenagem em respeito aos dois grandes mestres que foram os instrutores dos mestres diretos de Sensei Naganime.
À abertura seguiram-se notoriedade e crescimento, angariando muitos alunos e, dentre eles, muitos militares que faziam a ocupação de Oquinaua pelos Estados Unidos
Como aconteceu com os estilos e escolas fundados pelos grandes mestres, com a linhagem Matsubayashi-ryu viu-se fragmentar, após o falecimento de Sensei Nagamine Sensei em 1997.

## Características
O estilo pretende preservar as técnicas dos estilos Shuri-te e Tomari-te e, por causa disso, como os demais estilos de caratê, tem como fundamentos o trinômio kihon-kata-kumite.

### Kata
Sobre os katas dá-se muita ênfase e o treino busca ser rigoroso e persistente, sendo praticado um conjunto de dezoito: Fukyugata Ichi, Fukyugata Ni, Pinan Shodan, Pinan Nidan, Pinan Sandan, Pinan Yondan, Pinan Godan, Naihanchi Shodan, Naihanchi Nidan, Naihanchi Sandan, Ananku, Wankan, Rohai, Wanshu, Passai, Gojushiho, Chinto e Kusanku.